# Bouwwerk (algemene term)
Een bouwwerk is een constructie van enige omvang van hout, steen, metaal of ander materiaal, die op plaats van bestemming hetzij direct of indirect met de grond verbonden is, hetzij direct of indirect steun vindt in of op de grond, bedoeld om ter plaatse te functioneren.

## Juridische term
Of een constructie in juridische zin als bouwwerk moet worden beschouwd, en dat als gevolg daarvan aan zekere vergunningseisen moet worden voldaan, is niet altijd duidelijk. Gerechtelijke uitspraken in het verleden hebben geconcludeerd:
- dat een betegeld terras, hoewel wordt voldaan aan de definitie, in het behandelde geval niet als bouwwerk moet worden beschouwd.[2]
- dat een vogelverschrikker in het behandelde geval, net als een zogeheten pipowagen in een eerdere uitspraak, wel als bouwwerk moet worden beschouwd.[1]
- dat een als weg fungerende verharding geen bouwwerk is, alsook constructies, die als weg fungeren, bijvoorbeeld een paalmatras, geen bouwwerk zijn.[3]

In 2014 heeft de Nederlandse Raad van State uitgesproken dat ook een woonboot een bouwwerk is. Daarmee werden de tienduizend woonboten in Nederland plotseling illegale bouwwerken, met uitzondering van varende woonschepen. Daarvoor geldt bijvoorbeeld het  Reglement onderzoek schepen op de Rijn 1995, een verdrag. Verdragen gaan boven de wet. Het probleem werd opgelost met de Wet verduidelijking voorschriften woonboten (Wvvw). Op 1 januari 2018 is deze Wet van 25 januari 2017 tot wijziging van de Woningwet en de Wet algemene bepalingen omgevingsrecht in verband met de verduidelijking van voorschriften voor woonboten in werking getreden. 